# Bulgarische Eishockeyliga 2004/05
Die Saison 2004/05 war die 53. Spielzeit der bulgarischen Eishockeyliga, der höchsten bulgarischen Eishockeyspielklasse. Meister wurde zum insgesamt 16. Mal in der Vereinsgeschichte der HK Slawia Sofia.

## Modus
In der Hauptrunde absolvierte jede der drei Mannschaften insgesamt sechs Spiele. Die beiden Erstplatzierten der Hauptrunde qualifizierten sich für das Meisterschaftsfinale. Für einen Sieg erhielt jede Mannschaft zwei Punkte, bei einem Unentschieden gab es einen Punkt und bei einer Niederlage null Punkte.

## Hauptrunde
|    | Klub            | Sp | S | U | N | Tore  | Punkte |
| -- | --------------- | -- | - | - | - | ----- | ------ |
| 1. | HK Slawia Sofia | 6  | 5 | 1 | 0 | 52:10 | 11     |
| 2. | HK Lewski Sofia | 6  | 3 | 1 | 2 | 30:17 | 7      |
| 3. | HK ZSKA Sofia   | 6  | 0 | 0 | 6 | 11:66 | 0      |

Sp = Spiele, S = Siege, U = unentschieden, N = Niederlagen, OTS = Overtime-Siege, OTN = Overtime-Niederlage, SOS = Penalty-Siege, SON = Penalty-Niederlage

## Finale
- HK Slawia Sofia – HK Lewski Sofia 3:0 (4:2, 3:1, 10:1)